# Ограбление универмага «Молодёжный»
Вооружённое ограбление универмага «Молодёжный» в Москве 14 ноября 1986 года  — крупнейшее в истории СССР ограбление инкассаторов и хищение денежных средств. На место преступления выезжал лично Борис Ельцин, работавший в то время первым секретарём Московского горкома КПСС. Возможно, если бы это преступление не было раскрыто по горячим следам, оно бы стоило ему партийной карьеры.

## Бандиты
Бандитов, напавших 14 ноября 1986 года на инкассаторов у универмага «Молодёжный» в Москве, было четверо:
- Игорь Олегович Книгин, 1955 года рождения, бывший сотрудник милиции, в 1984 году был уволен за превышение должностных полномочий.
- Валерий Николаевич Финеев, 1959 года рождения, бывший сотрудник милиции, в 1984 году был осуждён за превышение должностных полномочий к трём годам лишения свободы за нанесение побоев подозреваемому во время допроса.
- Евгений Анатольевич Субачёв, 1957 года рождения, старший лейтенант Советской Армии, замполит воинской части, был исключён из рядов КПСС.
- Константин Алексеевич Голубков, 1946 года рождения, бывший сотрудник Девятого главного управления КГБ СССР по охране первых лиц государства[1].

## 14 ноября 1986 года
В тот день Книгин и Финеев, пришедшие к месту задуманного разбойного нападения пешком, встретились у здания универмага по адресу Можайское шоссе, 31 с приехавшими на машине Голубковым и Субачёвым. По плану, убить инкассаторов и забрать деньги должны были бывшие милиционеры, Субачёв должен был кинуть бутылки с зажигательной смесью ко входу в универмаг, чтобы в поднявшейся панике беспрепятственно уйти от преследования, а Голубков исполнял роль водителя.
Приблизительно в 21:10 к зданию универмага подъехала инкассаторская машина, в которой находились три инкассатора — Карпинский, Новиков и Мишин. За деньгами отправился Новиков, а два остальных инкассатора остались в машине. Когда он вернулся с деньгами и открыл дверь машины, выскочившие из-за угла универмага Книгин и Финеев открыли огонь из пистолетов. Новиков был убит на месте, Мишин получил смертельное ранение и вскоре скончался, а Карпинский получил ранение в руку и потерял сознание, что и спасло ему жизнь. Услышавшая выстрелы старший сержант милиции Вера Алфимова кинулась к бандитам и, несмотря на отсутствие у неё табельного оружия, попыталась их урезонить. Четырьмя выстрелами Финеев застрелил Алфимову, а затем бандиты подхватили мешок с деньгами и побежали в проходные дворы. Субачёв, которому предстояло устроить теракт у входа в универмаг, ужаснулся и отказался от своих планов, и также бежал. Книгин и Финеев встретились в условленном месте, где их уже на машине ждал Голубков. Субачёв же отправился домой.
Через некоторое время машина Голубкова была остановлена милицейским патрулём. Бандиты обстреляли патрульных. Один из них был ранен, но получил ранение и Голубков. После этого Книгин добил раненого напарника, а затем выбросил его тело на пустыре около Ломоносовского проспекта. Благодаря объявленному сразу после ограбления оперативному плану «Перехват» бандиты решили спастись от погони пешком. По непонятной причине они не взяли с собой мешок с деньгами. Вскоре машина была обнаружена, равно как и деньги в ней.

## Арест, следствие и суд
Финееву и Субачёву удалось на время скрыться, а Книгин был обнаружен в близлежащей котельной. Книгин взял в заложники оператора котельной и попытался было начать диктовать условия, но в конечном итоге понял, что это бесполезно, и застрелился. В машине бандитов был обнаружен военный билет Субачёва, в результате чего старший лейтенант был арестован. Он не знал фамилии Финеева, сумевшего в тот день проскочить мимо патрулей на такси, но бывший милиционер был изобличён в ходе отработки знакомых Книгина, и спустя 15 часов после ограбления был арестован. Оба оставшихся в живых бандита признались в совершении разбойного нападения на инкассаторов у универмага «Молодёжный». Финеев также признался в совершении им в сговоре с Книгиным ещё двух убийств — сотрудника милиции в электричке на Белорусском вокзале, и чёрного квартирного маклера, а также в других преступлениях.
Следствием по делу об ограблении у универмага «Молодёжный» руководил старший следователь по особо важным делам Исса Костоев.
Осенью 1987 года военный трибунал Московского военного округа приговорил Субачёва к 10 годам лишения свободы, а Финеева — к высшей мере наказания — смертной казни через расстрел.

## Документальное кино
- Интервью Иссы Костоева программе «Человек и закон» (1988)
- Следствие вели…: «Бешеный куш»
- Легенды советского сыска: «Бригада»
- Истории генерала Гурова: «29 января 1964 Свердловск»
- Тайные знаки: «Ограбление под присягой», «Ограбление без права на ошибку»